# Mekar Makmur
Mekar Makmur is een bestuurslaag in het regentschap Langkat van de provincie Noord-Sumatra, Indonesië. Mekar Makmur telt 3602 inwoners (volkstelling 2010).